# Laval-Centre
Pour les articles homonymes, voir Laval et Laval-des-Rapides (homonymie).
Laval-Centre (précédemment connue sous le nom de Laval-des-Rapides) fut une circonscription électorale fédérale située dans la région de Laval. Elle fut représentée de 1979 à 2004.
La circonscription de Laval-des-Rapides a été créée en 1976 avec des parties des circonscriptions de Laval, Ahuntsic, Dollard et Duvernay. Renommée Laval-Centre en 1990, elle fut abolie en 2003 et redistribuée dans les circonscriptions de Laval et de Marc-Aurèle-Fortin.

## Géographie
La circonscription de Laval-Centre est entièrement située sur le territoire de la ville de Laval

## Députés
| Législature                                                     | Années    | Député | Député                    | Parti                     |
| --------------------------------------------------------------- | --------- | ------ | ------------------------- | ------------------------- |
| Laval-des-Rapides issue de Laval, Ahuntsic, Dollard et Duvernay |           |        |                           |                           |
| 31e                                                             | 1979–1980 |        | Jeanne Sauvé              | Libéral                   |
| 32e                                                             | 1980–1984 |        | Jeanne Sauvé              | Libéral                   |
| 33e                                                             | 1984–1988 |        | Raymond Garneau           | Libéral                   |
| 34e                                                             | 1988–1990 |        | Jacques Tétreault         | Progressiste-conservateur |
| Laval-Centre                                                    |           |        |                           |                           |
| 34e                                                             | 1990–1993 |        | Jacques Tétreault         | Progressiste-conservateur |
| 35e                                                             | 1993–1997 |        | Madeleine Dalphond-Guiral | Bloc québécois            |
| 36e                                                             | 1997–2000 |        | Madeleine Dalphond-Guiral | Bloc québécois            |
| 37e                                                             | 2000–2004 |        | Madeleine Dalphond-Guiral | Bloc québécois            |
| Dissoute parmi Laval et Marc-Aurèle-Fortin                      |           |        |                           |                           |